# Neposkvrněné početí Panny Marie
Neposkvrněné početí Panny Marie (latinsky Immaculata conceptio) je křesťanské učení o početí Marie, budoucí matky Ježíše Krista, jejími rodiči, Annou a Jáchymem, bez poskvrnění dědičným prvotním hříchem. Římskokatolická církev uznává Neposkvrněné početí od středověku, v roce 1854 toto učení papež Pius IX. vyhlásil za dogma. Příslušný svátek se slaví 8. prosince jako "Slavnost Panny Marie počaté bez poskvrny prvotního hříchu", jde o jeden ze tří největších mariánských svátků v katolickém liturgickém kalendáři. Většina ostatních církví toto učení neuznává.
Je důležité si neplést nauku o Neposkvrněném početí s naukou o panenském početí Ježíše Krista. Rovněž je třeba se vyhnout omylu, že snad mluví o tom, že by byla Panna Maria počata stejně jako Kristus bez pohlavního styku.

## Okolnosti početí
Za rodiče Panny Marie jsou v církevní tradici považování svatí Jáchym a Anna. Jméno Jáchym se vykládá jako „příprava na Pána“ a jméno Anny jako „milostná, milostiplná, laskavá“. V kanonických evangeliích, která tvoří Nový zákon, o nich ani o okolnostech Anina narození zmínky nejsou. Jako Mariini rodiče jsou uvedeni v protoevangeliu svatého Jakuba (nazývaném též Narození Mariino), které nebylo do Nového zákona zařazeno.
Podle Jakubova evangelia manželé Jáchym a Anna výtěžek svého pasteveckého hospodářství dělili mezi jeruzalémský chrám, pomoc chudým a vlastní potřeby. Neměli však děti a protože neplodnost byla u Židů považována za výraz nepřízně Boží, chrámoví kněží dokonce jednoho dne z toho důvodu odmítli přijmout jejich oběti. Hluboce ponížený Jáchym odešel do pouště, kde se čtyřicet dní postil a modlil k Bohu. Po čtyřiceti dnech se mu zjevil anděl, oznámil mu, že jeho modlitby byly vyslyšeny, a slíbil jim narození dítěte. Skutečně se jim pak přes vysoký věk narodila dcera, které dali jméno Maria. Jáchym zemřel krátce po jejím narození a Maria byla ve třech letech předána do výchovy správě jeruzalémského chrámu. Svatá Anna se údajně dožila vysokého věku.
Ve východních křesťanských tradicích byzantského ritu lze uctívání sv. Anny prokázat už v 6. století, kdy dal císař Justinián I. na její počest vystavět chrám. V západní církvi je doložen až dopis papeže Urbana VI. z roku 1378, kde povoluje Anglii uctívání sv. Anny jako světice. Anenská tradice dosáhla vrcholu v 15. a 16. století, když papež Sixtus IV. přijal Annu roku 1481 do římského kalendáře a jeden z jeho pozdějších nástupců Řehoř XIII. ustanovil její slavnost v roce 1584 na 26. července. O šíření úcty ke sv. Anně se zasloužili zejména církevní řeholníci – kapucíni, karmelitáni, benediktini a augustiniánští kanovníci.
Scény z tohoto příběhu byly velmi oblíbeným tématem malířů až do Tridentského koncilu, který se konal v letech 1545 až 1563 a na němž bylo zobrazování apokryfních scén zakázáno.
Kromě Svaté Anny, matky Panny Marie, existuje v křesťanské hagiografii svatá Anna, vdova a prorokyně, o které se zmiňuje ve svém evangeliu Svatý Lukáš (Luk, 2, 22-58). Byla to nábožná stařenka žijící v Jeruzalémě. Po smrti svého manžela žila neustále v chrámu, modlila se a postila a všem příchozím prorokovala příchod Spasitele.

## Historický vývoj

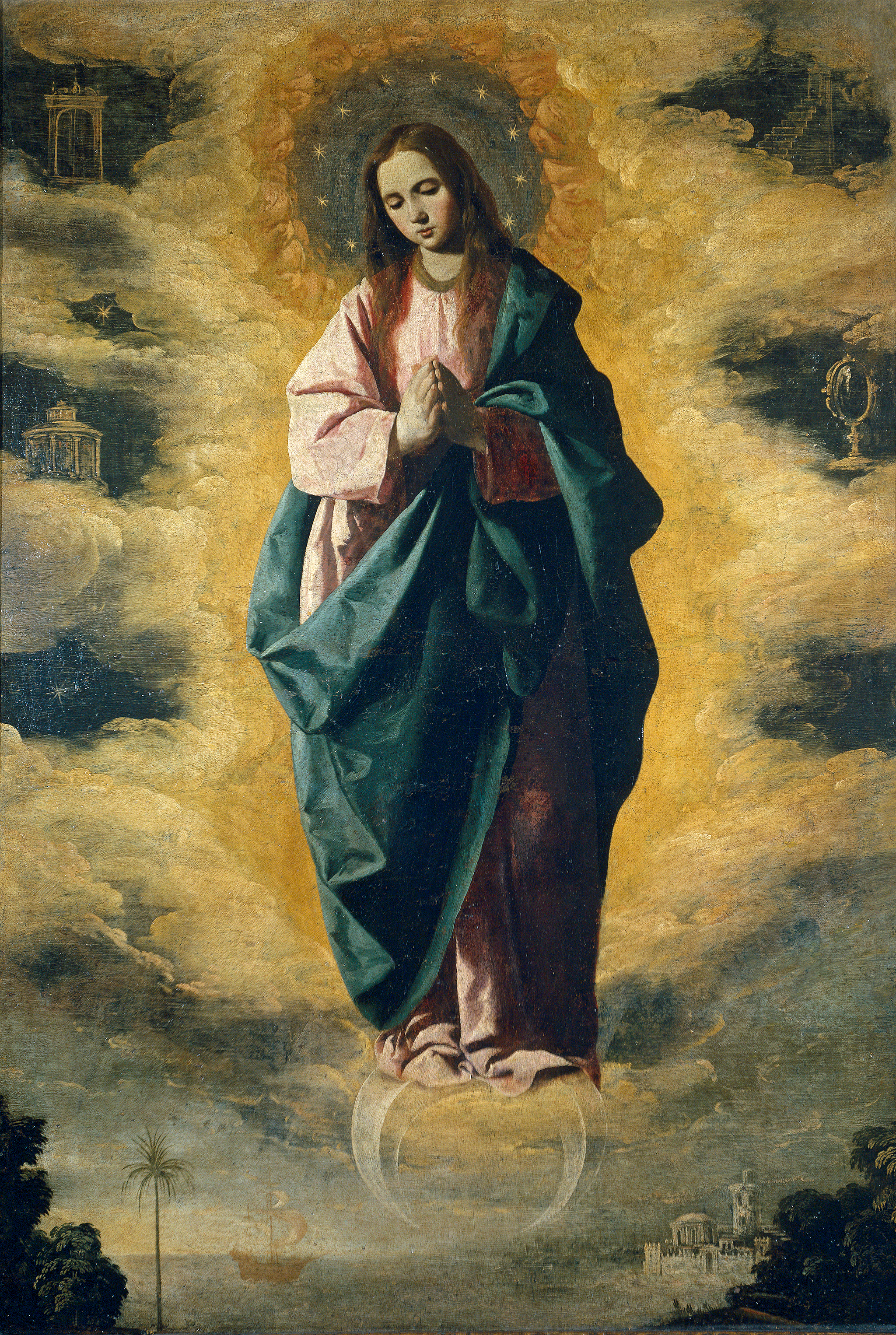
Francisco de Zurbarán (1598–1664): Neposkvrněné početí

První úvahy o vyhlášení dogmatu o bezhříšném narození Marie se objevily už v 9. století pod vlivem syrské tradice. V období středověku bylo toto učení, či spíše jeho přesná formulace, předmětem sporů, velcí teologové jako sv. Bonaventura, sv. Bernard z Clairvaux či Tomáš Akvinský se vyslovovali spíše v jeho neprospěch (hlavním protiargumentem bylo tvrzení, že pokud Panna Maria nezhřešila, nemohla být Kristem vykoupena), čelným obhájcem byl naopak františkán blah. Jan Duns Scotus (který formuloval učení o „anticipovaném vykoupení“ – Panna Maria nebyla vyjmuta z vykoupení, ale vykoupení se jí zvláštní Boží milostí dostalo dříve než zbytku lidstva ještě před Kristovou smrtí – neposkvrněné početí Panny Marie je tedy součástí Kristova vykupitelského díla). Po Scotově obhajobě se učení o neposkvrněném početí Panny Marie rychle rozšířilo, jeho šíření vynikl především františkánský řád. Během staletí bylo učení o neposkvrněném početí opakovaně potvrzeno papeži (např. Sixtem IV. bulou Cum praeexcelsa, 1477) i církevními sněmy (Basilejský koncil).
Při pohledu do dějin imakulátní nauky (nauky o neposkvrněném početí) lze zhruba říci, že františkáni patřili k jejím sympatizantům, zatímco dominikáni, cisterciáci a augustiniáni k jejím odpůrcům.
Jako dogma byla tato idea vyhlášena „ex cathedra“ papežem Piem IX. dne 8. prosince 1854 bulou Ineffabilis Deus:
| „ | Nauka, podle níž blažená Panna Maria v prvním okamžiku svého početí, díky zvláštní milosti a výsadě ze strany všemohoucího Boha, s hledem na zásluhy Ježíše Krista, Spasitele lidského rodu, byla uchráněna od jakékoli poskvrny dědičné viny, je zjevena Bohem, a proto jí musí všichni věřící pevně a trvale věřit. Jestliže by si tedy někdo (Bůh ať tomu zabrání!) svobodně osoboval smýšlet odlišně od toho, co jsme My definovali, ať ví a sezná, že svým vlastním úsudkem sebe sama zavrhuje; že ztroskotal ve víře; že se oddělil od církve a není s ní v jednotě; že kromě toho sám tímtéž upadl do trestů, které jsou stanoveny pro toho, kdo by si dovolil projevit ústně, písemně nebo nějakým jiným způsobem navenek bludy, které chová ve svém srdci. | “ |
| — | |   |

Významnou roli v popularizaci a přijetí dogmatu sehrála zjevení Panny Marie v Lurdech, která začala asi tři a čtvrt roku po vyhlášení dogmatu a později byla římskokatolickou církví uznána jako pravá. 25. března 1858, na svátek Zvěstování Panny Marie, žena, která se dívce už pošestnácté zjevila, ale dosud se jí nepředstavila, řekla, že je „Neposkvrněné početí“. Místního, dosud skeptického faráře to ohromilo, protože byl přesvědčen, že prostá dívka nemůže znát nové dogma.

## Církevní pojetí

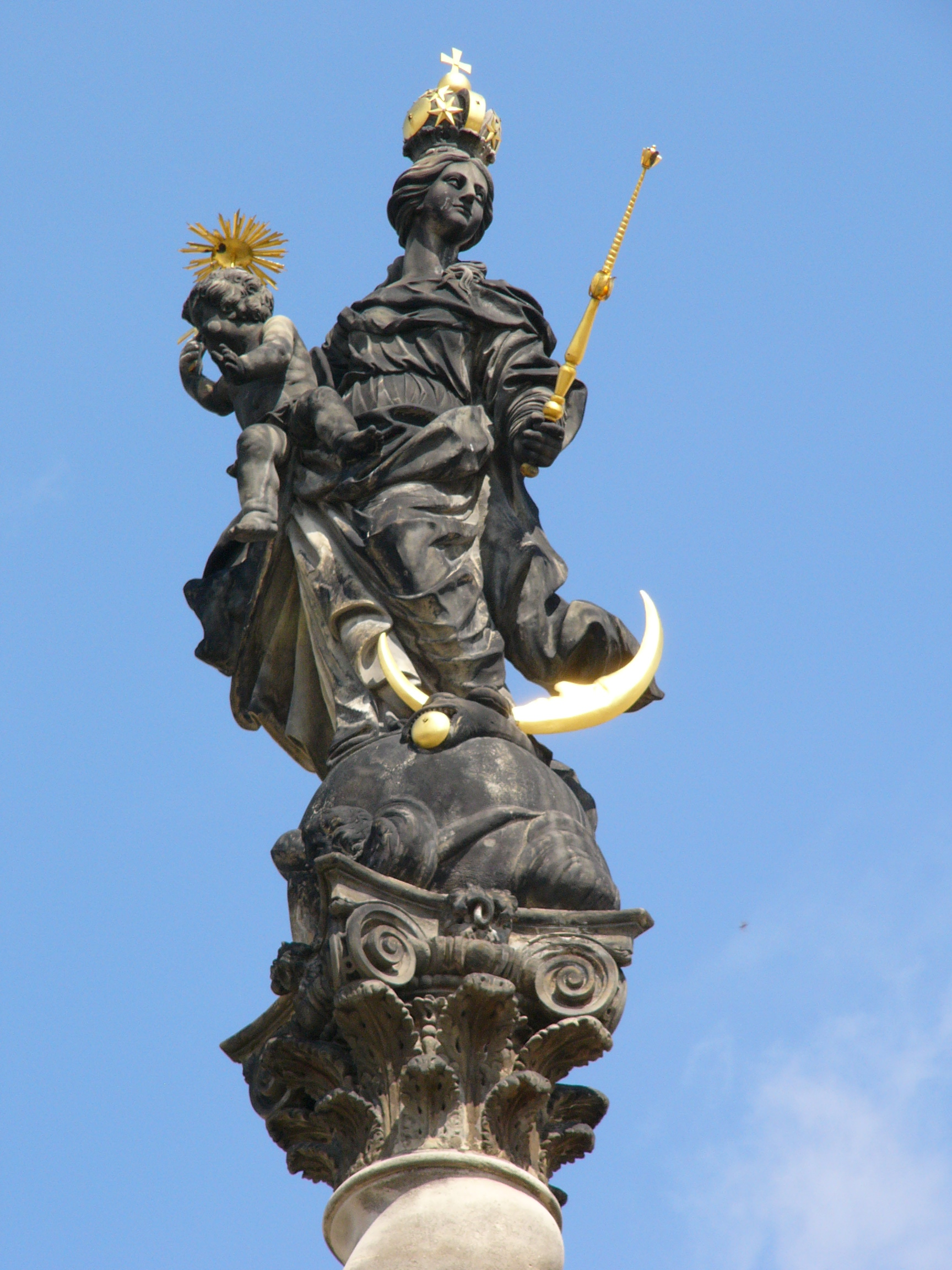
Immaculata z olomouckého mariánského sloupu

### Katolický pohled
Maria podle katolické nauky byla (podobně jako na počátku Adam a Eva) bez prvotního hříchu. Na rozdíl od Evy však tuto neposkvrněnost neztratila ani osobním hříchem. Pius XII. ve své encyklice Mystici corporis z roku 1943 výslovně píše, že Maria byla svobodná od jakéhokoli osobního nebo dědičného hříchu. Z toho důvodu katolíci také označují Ježíšovu matku Marii za „plnou milosti“ či „milostiplnou“ (srov. Lk 1, 28). Byla (na rozdíl od ostatních) uchráněna i od následků prvotního hříchu, jako je náklonnost k hříchu a nezřízená žádostivost. Nebyla však uchráněna od vnějších důsledků hříchu, jako je bolest a utrpení, které nesla spolu se svým synem. Mariino uchránění od prvotního hříchu jistě nebylo nutnou podmínkou vtělení Božího Syna. Podle katolické nauky nicméně bylo vhodné, aby Bůh přišel na svět do čistého, svatého příbytku, protože vedle jeho svatosti neobstojí nic poskvrněného. I pro jeho lidský vývoj v rodině bylo vhodné prostředí dokonalé svatosti. Ale hlavním důvodem bezhříšnosti Mariiny je zřejmě to, že Maria měla jako nová Eva zastupovat lidstvo v souhlasu s Božím vykupitelským záměrem. Porušené stvoření by zřejmě nedokázalo říci Bohu své „fiat“ – staň se, protože by jeho vůle nebyla tak dokonale sjednocena s vůlí Boží, jako byla vůle Mariina.
Slavnost Neposkvrněného početí Panny Marie katolická církev slaví 8. prosince.

### Pravoslaví
Pravoslaví chová velkou úctu k bezhříšnosti a svatosti Panny Marie (která však v pravoslavném pojetí začíná narozením, nikoli početím), odmítá však, že by ji to vylučovalo z padlého lidstva, stiženého prvotním hříchem, že by se na ní vykoupení uskutečnilo před samotným vykoupením, a varuje před jakýmkoli dogmatizováním v této záležitosti, kterou je dle pravoslavné nauky třeba chápat jako nevyslovitelné tajemství. Katolické chápání tohoto dogmatu odmítá.

### Protestantismus
Protestantismus učení o neposkvrněném početí Panny Marie podle zásady sola scriptura odmítá jako nebiblické, rouhačské a urážející Boha.
Zakladatel jedné z větví protestantství – luteránství – Martin Luther, v 16. století, nicméně zastával učení obdobné katolickému učení o neposkvrněném početí Panny Marie. Neposkvrněnost dědičným hříchem však u Marie spojoval nikoli s okamžikem jejího početí, nýbrž zpočátku s okamžikem jejího oduševnění, a později až s okamžikem početí Ježíše Krista. Jeho teologické stanovisko lze proto popsat jako učení o neposkvrněném očištění.

## Výtvarné umění

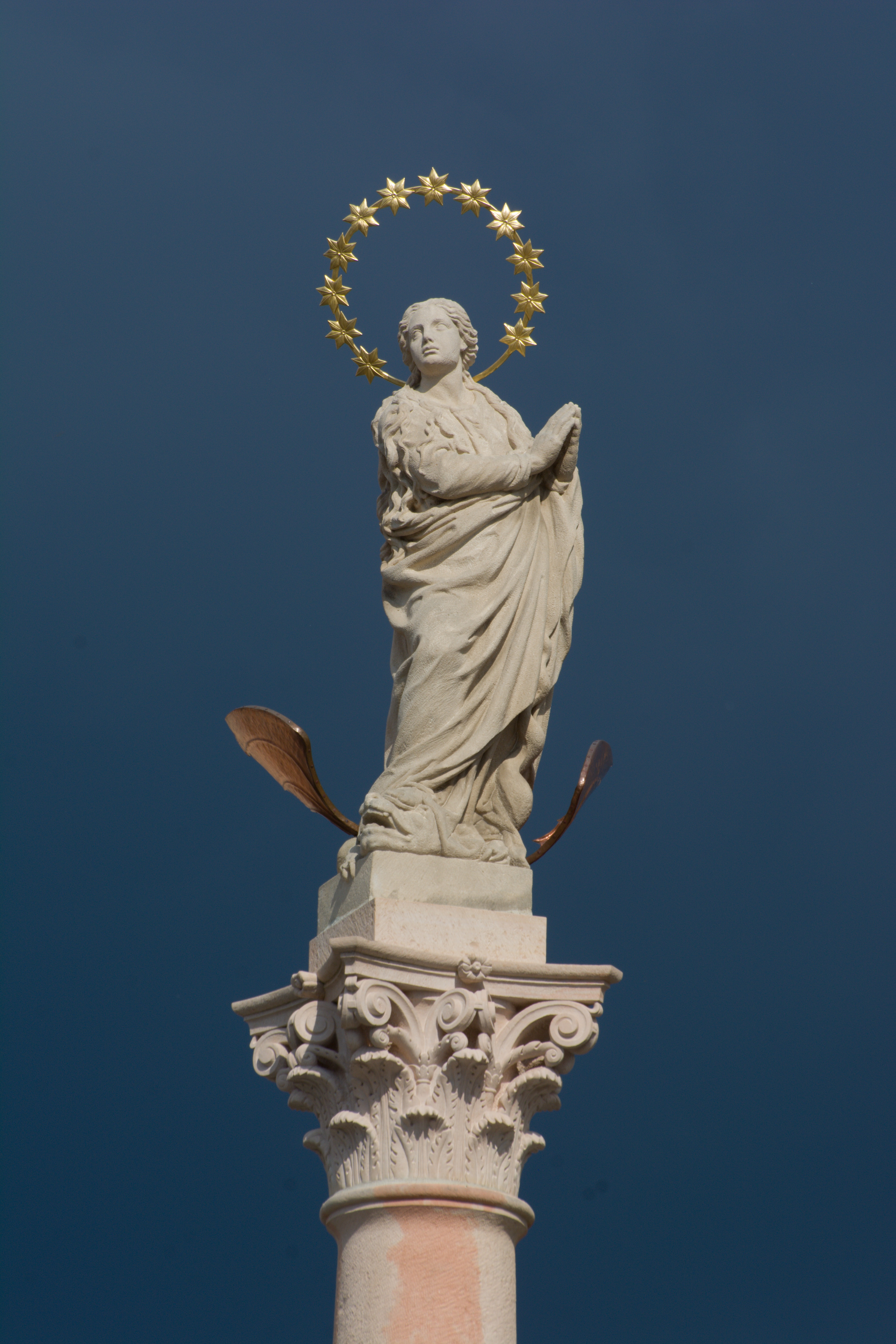
Immaculata na pražském mariánském sloupu

Náročné, abstraktní teologické téma se častěji ustáleným způsobem zobrazuje od 16. století a nazývá se latinsky Immaculata, česky Neposkvrněné (početí) nebo také bez poskvrny. Sochy a obrazy Panny Marie, která stojí na zeměkouli, patou drtí hadovi (ďáblu) hlavu a před nohama má půlměsíc.